# 成州 (辽宁省)
成州，中国辽朝时设置的州。
辽圣宗太平元年（1021年），辽圣宗女晋国长公主耶律槊古所尚驸马都尉萧绍业以从嫁户置睦州，后改名成州。开始叫长庆军，隶属上京道，后为兴府军，隶属中京道。治所在同昌县（今辽宁省阜新市西北红帽子村）。属中京道。金朝初废。